# Cygnus CRS Orb-3
Cygnus CRS Orb-3 (также известный как Orbital-3) — третья миссия грузового корабля Cygnus к Международной космической станции по контракту снабжения Commercial Resupply Services (CRS) с НАСА.
Четвёртый запуск космического корабля Cygnus. Корабль назван в честь астронавта НАСА Дональда Слейтона.
Миссия завершилась неудачей из-за аварии ракеты-носителя через несколько секунд после запуска.

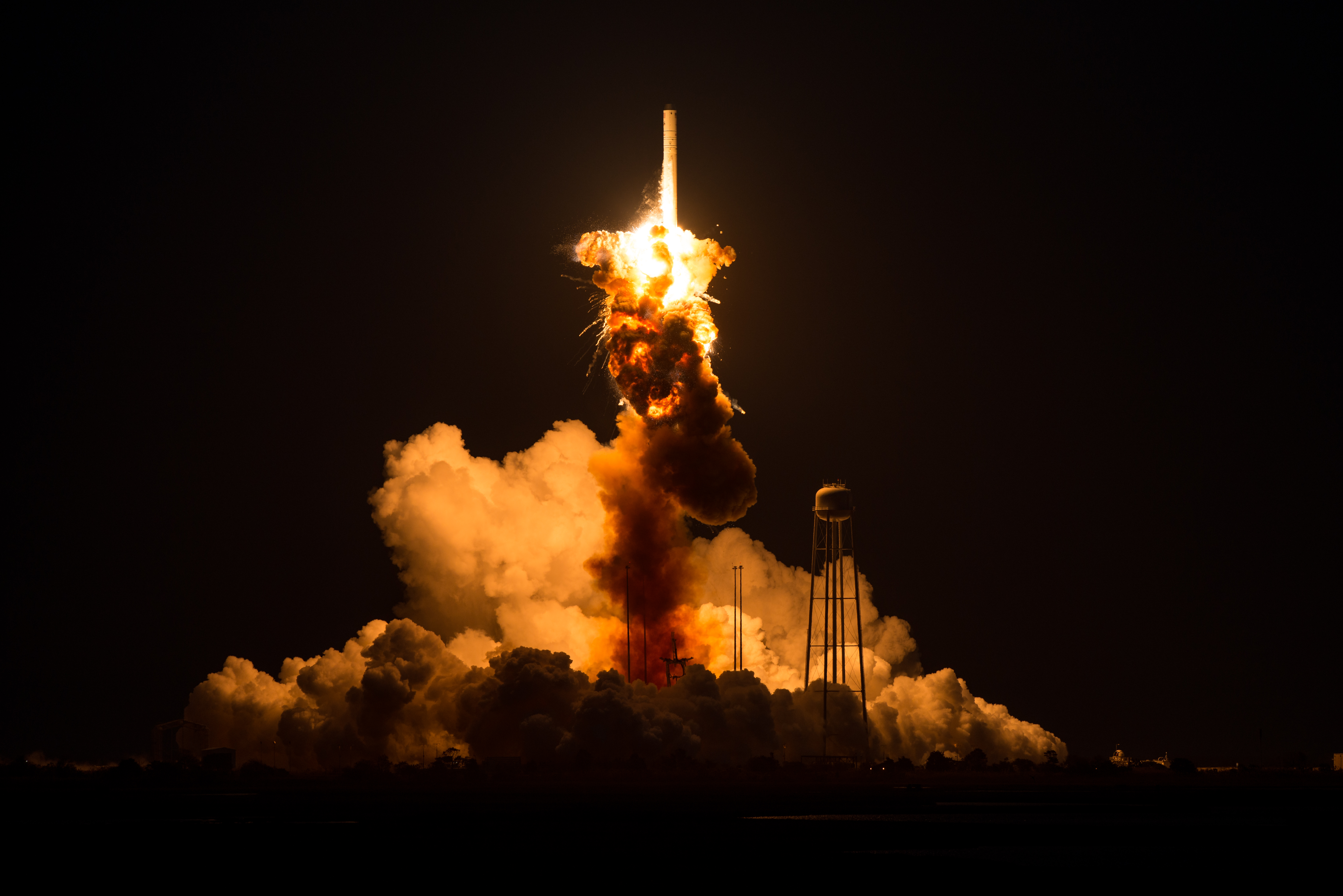
Взрыв ракеты-носителя после старта

## Запуск
Это был первый запуск новой версии ракеты-носителя «Антарес-130» с более мощной второй ступенью Castor 30XL. Также это был последний запуск стандартной версии космического корабля Cygnus.
Запуск был запланирован на 27 октября 2014 года, однако предстартовый отсчёт был прерван за 10 минут до запуска из-за того, что в акваторию запретной зоны космодрома вошло судно, не отвечавшее на требования покинуть зону. Запуск был перенесен на 24 часа.

## Авария
Запуск ракеты-носителя «Антарес» состоялся 28 октября 2014 года в 22:22 UTC из Среднеатлантического регионального космопорта на космодроме Уоллопс. Через несколько секунд после отрыва от стартового стола ракета-носитель была уничтожена по команде с земли, в связи с ненормальной работой первой ступени, на высоте примерно 150 метров над стартовой площадкой. Обломки ракеты упали на площадку и спровоцировали ещё более мощный взрыв.
В результате крушения полезная нагрузка Cygnus CRS Orb-3 была уничтожена, а стартовой площадке был нанесен незначительный урон.

## Полезная нагрузка
При аварии утрачено 2296 кг полезного груза (2215 кг без учёта упаковки), в том числе:
- Провизия и вещи для экипажа — 748 кг
- Оборудование и детали станции — 637 кг
- Материалы для научных исследований — 727 кг
- Компьютеры и комплектующие — 37 кг
- Оборудование для выхода в открытый космос — 66 кг

Утеряна третья партия из 26 малых спутников Flock-1d компании Planet Labs и спутник-телескоп Arkyd-3 компании Planetary Resources, которые должны были запустить с МКС.

## После аварии
По результатам расследования компании Orbital Sciences, причиной аварии была названа неисправность турбонасосного агрегата одного из двигателей AJ-26, используемых на первой ступени ракеты-носителя.
В декабре 2014 года было объявлено, что как минимум один ближайший запуск корабля Cygnus будет выполнен ракетой-носителем «Атлас V» 401, был подписан соответствующий контракт с компанией United Launch Alliance. Запуск запланирован на конец 2015 года.
Также было объявлено, что обновлённая версия ракеты-носителя «Антарес», с новыми двигателями РД-181 на первой ступени, будет готова к запуску в 2016 году. Ввиду того, что ракета-носитель «Атлас V» может доставить на 35 % больше полезной нагрузки, а новая версия «Антарес-230» — на 20 % больше полезной нагрузки, в сравнении с ракетой-носителем «Антарес-130», планируется выполнить контракт с НАСА за 7 миссий снабжения, вместо ранее планировавшихся восьми.